# New Braintree
New Braintree es un pueblo ubicado en el condado de Worcester en el estado estadounidense de Massachusetts. En el Censo de 2010 tenía una población de 999 habitantes y una densidad poblacional de 18,41 personas por km².

## Geografía
New Braintree se encuentra ubicado en las coordenadas 42°19′9″N 72°7′51″O / 42.31917, -72.13083. Según la Oficina del Censo de los Estados Unidos, New Braintree tiene una superficie total de 54.25 km², de la cual 53.84 km² corresponden a tierra firme y (0.75%) 0.41 km² es agua.

## Demografía
Según el censo de 2010, había 999 personas residiendo en New Braintree. La densidad de población era de 18,41 hab./km². De los 999 habitantes, New Braintree estaba compuesto por el 97.5% blancos, el 0.4% eran afroamericanos, el 0.4% eran amerindios, el 0.6% eran asiáticos, el 0% eran isleños del Pacífico, el 0.1% eran de otras razas y el 1% pertenecían a dos o más razas. Del total de la población el 0.8% eran hispanos o latinos de cualquier raza.